# Skorvestallen
Skorvestallen är ett berg i Antarktis. Det ligger i Östantarktis. Norge gör anspråk på området. Toppen på Skorvestallen är 2 047 meter över havet.
Terrängen runt Skorvestallen är varierad. Trakten är obefolkad. Det finns inga samhällen i närheten. 